# Intersecția de autostrăzi Weinsberg

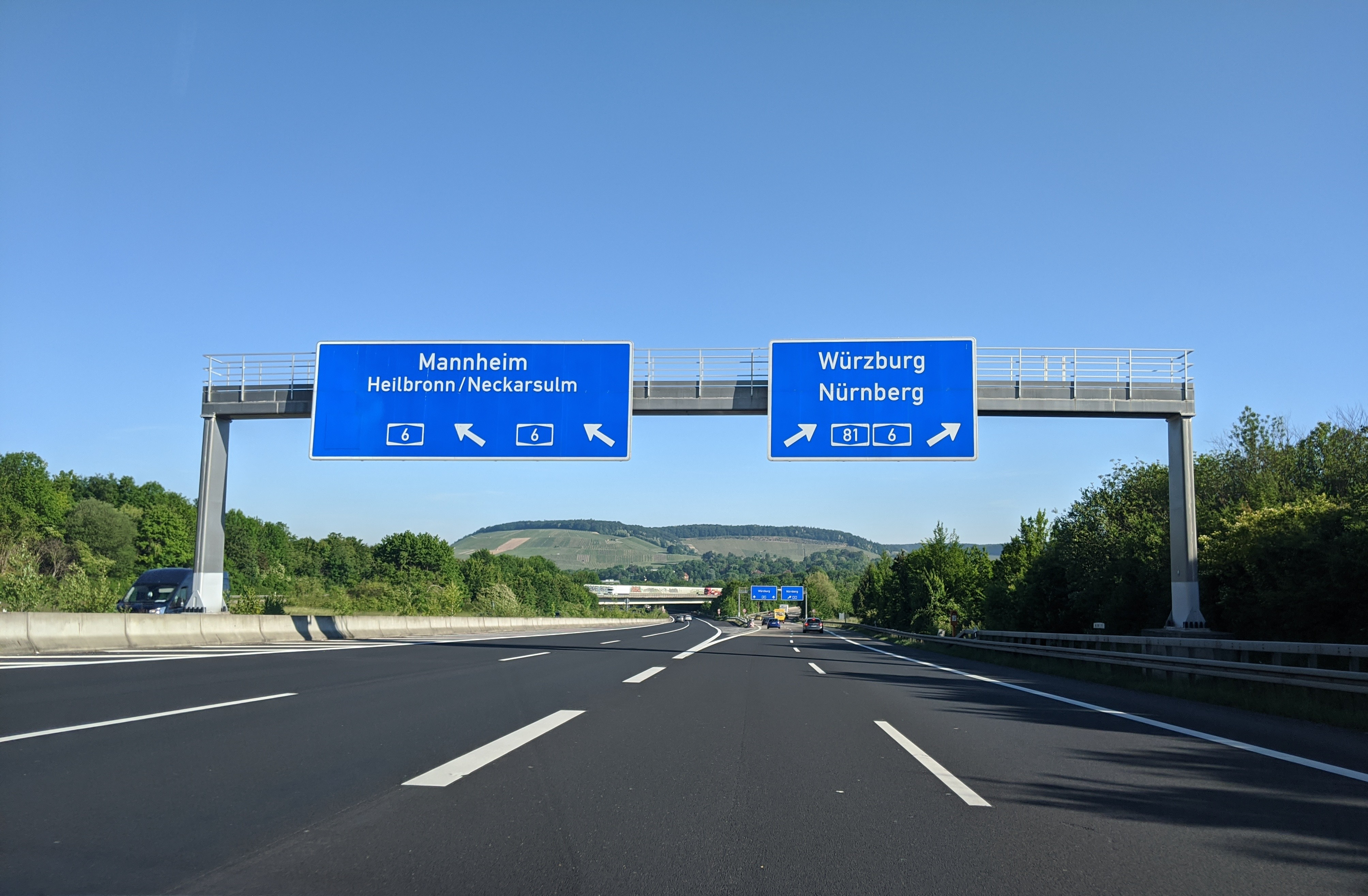
Intrarea în intersecție dinspre Stutgart (sud)

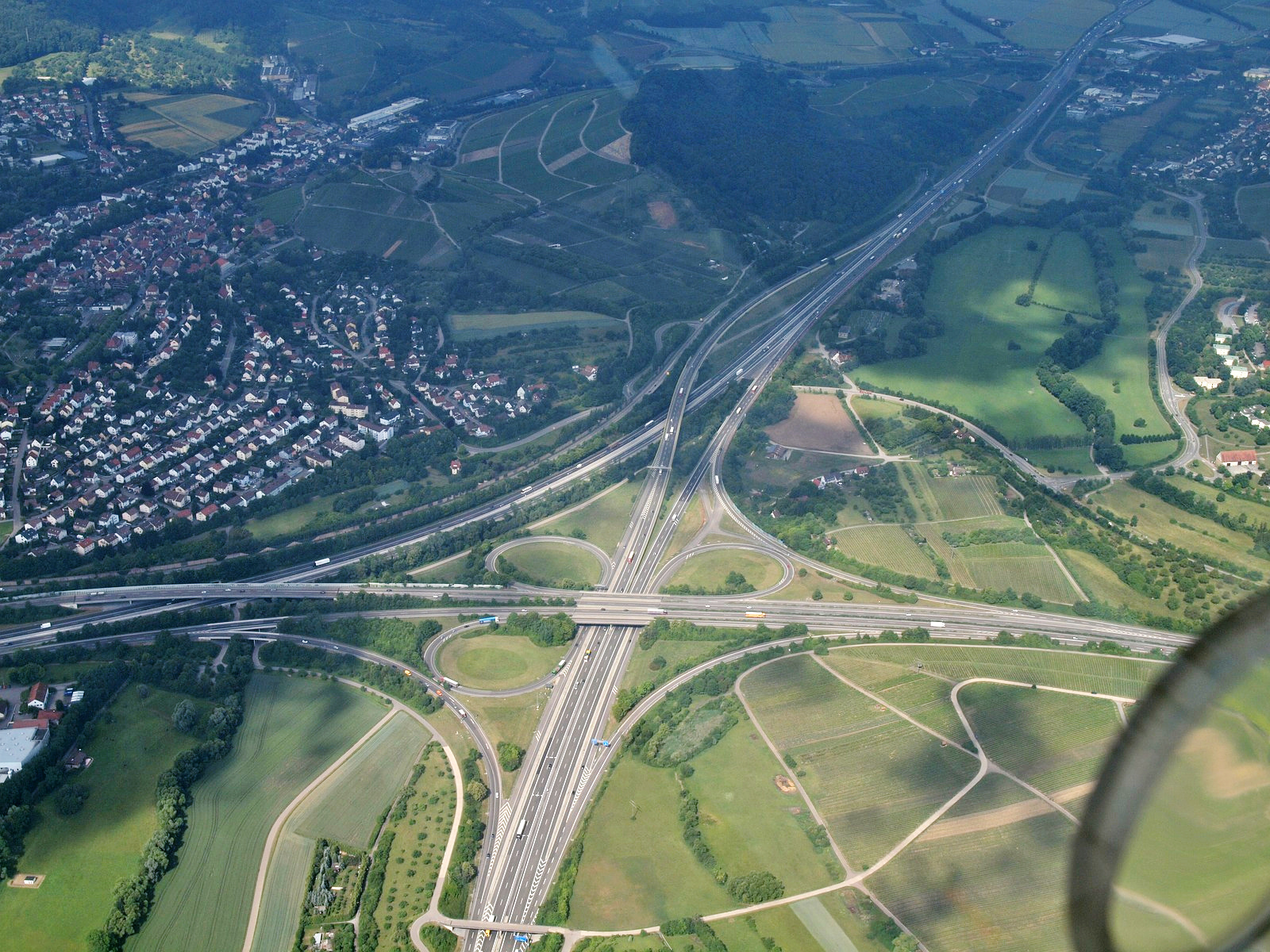
Vedere aeriană dinspre est a intersecției

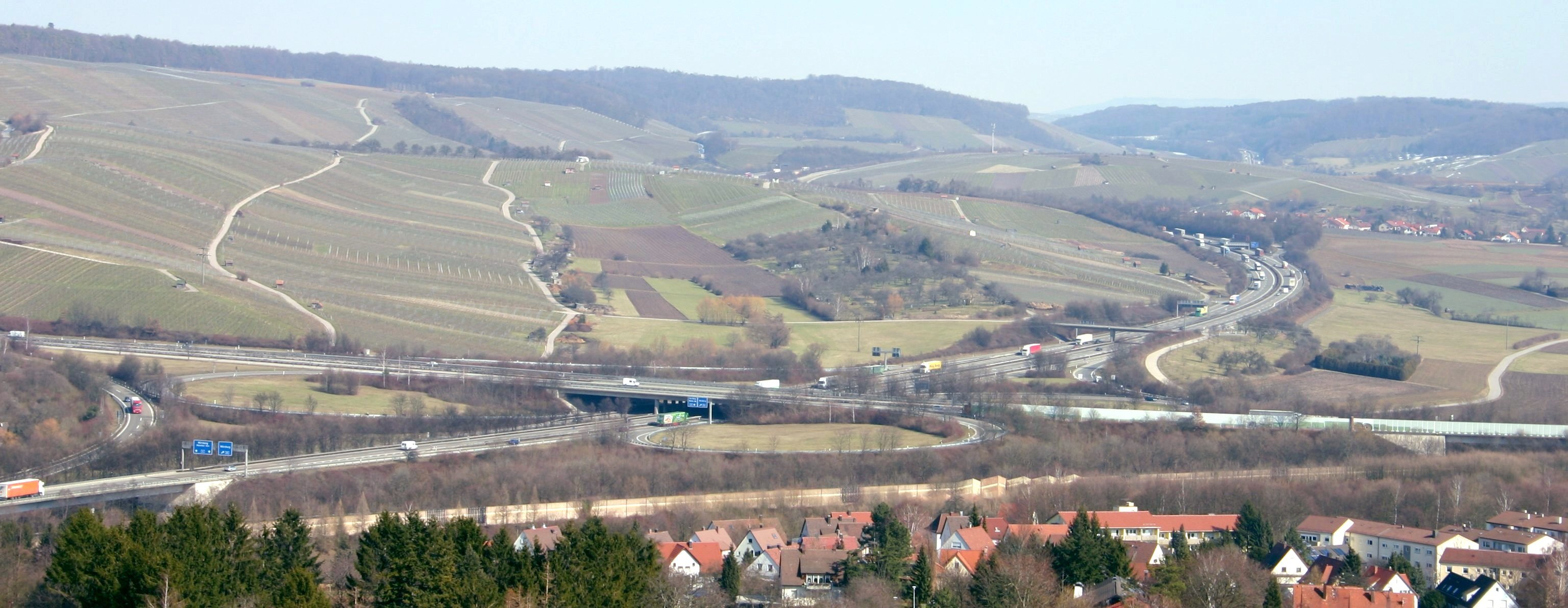
Intersecția Weinsberg vedere dinspre sud-vest
de pe ruinele cetății Weibertreu

Intersecția de autostrăzi Weinsberg (în germană Autobahnkreuz Weinsberg; abreviere: AK Weinsberg (în română IA Weinsberg); forma scurtă: Kreuz Weinsberg, de asemenea Weinsberger Kreuz) este o intersecție de autostrăzi din Baden-Württemberg, lângă Heilbronn. Aici se intersectează A 6 (Saarbrücken–Mannheim–Nürnberg) (suprapusă cu E 50) și A 81 (Würzburg–Stuttgart–Singen (Hohentwiel)) (suprapusă cu E 41).

## Geografie
Intersecția de autostrăzi este situat în zona orașului Weinsberg din valea Sulm, care a trebuit să fie mutat pentru construcția intersecției și de atunci trece prin mijlocul nodului de autostradă. Comunitățile din jur sunt Ellhofen, Eberstadt și Erlenbach. Intersecția de autostrăzi Weinsberg este situată la aproximativ 85 km sud-vest de Würzburg, la aproximativ 6 km nord-est de Heilbronn și la aproximativ 45 km nord de Stuttgart.
Intersecția de autostrăzi Weinsberg are numărul 9 pe A 81 și numărul 38 pe A 6.

## Forma constructivă
A 6 a fost extinsă la vest și A 81 la sud la șase benzi de circulație. A 81 la nord și A 6 la est au patru benzi. Rampele de transfer de la și spre Stuttgart către Mannheim și Würzburg au două benzi, restul au o singură bandă. Scurta rampă de tranziție de la Stuttgart spre Nürnberg începe cu două benzi, dar se reduce la o singură bandă la conexiune. De aceea, practic toți utilizatorii drumului folosesc doar o singură bandă.
Intersecția de autostradă, care este conceput ca o variantă a formei de trifoi, a fost executat în trei faze de construcție din 1966 până în 1970. Cel mai mare flux de trafic între Mannheim și Stuttgart este direcționat printr-o dublă tangentă sud-vest care a fost creată în prima fază de construcție. Pentru rutele Stuttgart–Würzburg și Mannheim–Nürnberg, nodul rămas de autostradă a fost apoi construit în două etape suplimentare de construcție.
Venind din direcția Mannheim și Stuttgart este un așa-numit TOTSO.

### Intersecții de autostrăzi cu același principiu constructiv
- Intersecția de autostrăzi Kiel-West
- Intersecția de autostrăzi Bliesheim
- Intersecția de autostrăzi Nürnberg
- Intersecția de autostrăzi Hegau
- Intersecția de autostrăzi Wuppertal-Nord

## Volumul traficului
Aproximativ 147.000 de vehicule trec zilnic prin intersecție.